# Devotio
 (juin 2012).
Si vous disposez d'ouvrages ou d'articles de référence ou si vous connaissez des sites web de qualité traitant du thème abordé ici, merci de compléter l'article en donnant les références utiles à sa vérifiabilité et en les liant à la section « Notes et références ».
Pour le sens moderne du mot, voir Dévotion.
La devotio était, sous la Rome antique, une forme spéciale de vœu, par lequel il est fait abandon aux dieux infernaux de personnes ou de choses expressément désignées, sans que l'auteur du vœu se charge d'accomplir lui-même la consécration ou sacrifice des personnes et choses « dévouées ».

## Définition
La différence entre la devotio et le vœu proprement dit (votum) réside précisément dans ces restrictions :
- Le vœu est une promesse exécutoire après la réalisation des souhaits exprimés par le requérant, promesse qui peut être adressée à une divinité quelconque, comprendre dans sa formule les stipulations les plus diverses, et doit être accomplie par son auteur, ou, à son défaut, par une personne que le droit public ou civil lui substitue.
- La devotio est un pacte d'une nature particulière, par lequel la divinité invoquée est invitée à prendre elle-même ce que lui offre le requérant. Ce pacte est immédiatement exécutoire, et sa mise à exécution par la divinité signifie que celle-ci accepte cette offre, avec toutes les conséquences espérées et prévues par l'auteur de la devotio. Ainsi, tandis que l'accomplissement du vœu est toujours le paiement d'une dette, une manifestation de reconnaissance pour un bienfait obtenu, la devotio, si elle est acceptée, met les dieux en possession de l'objet dévoué avant qu'ils aient prouvé autrement leur volonté de remplir les intentions du contractant. Celui-ci fait un acte de foi en leur loyauté. Souvent celui qui « dévoue » ne vise que la destruction de l'objet dévoué, et le pacte produit son plein effet par cette seule exécution. L'objet dévoué est toujours la vie humaine, le seul butin qu'ambitionnent les divinités souterraines ; les animaux ou les objets inanimés ne peuvent être dévoués que comme équivalent de la vie humaine ou comme supplément ajouté à l'offrande principale.

La devotio correspond donc à un abandon fait aux dieux infernaux d'une ou plusieurs vies humaines, sans sacrifice proprement dit, et est donc un substitut aux sacrifices humains de la tradition archaïque.
La devotio s'opère toujours au moyen d'une formule et n'est qu'une application particulière du pouvoir magique des formules (carmina, verra concepta, sollemnia, precationes sollemnes), ce qui fait que l'auteur de la devotio peut dévouer ce qui ne lui appartient pas, précisément parce qu'il ne peut pas le détruire lui-même. Non seulement l'imprécation lancée éveille l'attention et excite la convoitise des divinités invoquées, mais leur confère sur l'objet dévoué un droit qu'elles n'auraient pas voulu ou pu exercer sans cela. La puissance des mots est censée suspendre l'enchaînement normal des faits et provoquer l'irruption des causes surnaturelles, les invitant ou les contraignant à agir dans le sens indiqué.
Si diverses que puissent être les intentions de ceux qui y ont recours et les rites employés, la devotio, considérée au point de vue de l'objet dévoué, ne comporte que deux cas, suivant que l'opérateur dévoue d'autres personnes ou se dévoue lui-même. Le premier cas était de beaucoup le plus fréquent ; mais l'autre était plus émouvant et plus solennel, et c'est au sacrifice de soi-même qu'est resté le nom de « dévouement ».

## Ladevotioappliquée à autrui
La devotio attachant comme une force destructive à la personne d'autrui est le plus souvent désignée par des noms divers qui font valoir la diversité des rites, des intentions ou des effets produits, aux dépens de l'idée fondamentale. Elle comporte des atténuations, des restrictions, des conditions, qui en graduent les effets ou en subordonnent l'efficacité à la culpabilité de la personne visée, laquelle échappera à la malédiction si elle se garde d'une faute nominativement désignée. La formule invite les puissances souterraines tantôt à faire périr, elle seule ou elle et sa postérité, la personne dévouée, tantôt à la torturer, à la « lier », c'est-à-dire à la paralyser soit dans son intelligence, soit dans ses facultés physiologiques, à pervertir les sentiments qu'elle éprouve, ceux qu'elle inspire, etc.

### Ladevotioutilisée pour maudire
Le maléfice qui opérait ces prodiges était parfois une simple malédiction ou imprécation verbale (imprecatio, deprecatio, exsecratio, detestatio, dirae) comme celle que le tribun Atéius lança à Crassus partant pour l'Orient, ou que le jeune Drusus adressait du fond de sa prison à Tibère. Les héros de tragédie sont assez prodigues de ces imprécations, et Cicéron cite avec un commentaire ironique celle de Thyeste contre Atrée, le chef-d'œuvre du genre. Les États et les particuliers en usaient à l'envi pour assurer, à défaut des sanctions légales ou concurremment avec elles, le respect des lieux saints, des tombeaux, des traités, des testaments et en général de la volonté des défunts. Ces malédictions conditionnelles étaient ordinairement inscrites sur les lieux et documents qu'elles devaient préserver de toute irrévérence. Quand il s'agissait non plus de menacer, mais d'agir, et que l'opération était conduite suivant les règles de l'art magique, la formule malfaisante était gravée au poinçon sur une lame de métal de plomb, le plus souvent et déposée dans un tombeau, sous la garde du mort et à la parlée des divinités infernales, ou attachée à une image de cire représentant la personne visée. L'image en question, après avoir été soumise à une torture symbolique, était déposée dans les carrefours, sous l’œil d'Hécate, ou à la porte de celui dont elle renfermait pour ainsi dire la destinée ou sur le tombeau de ses ancêtres. C'est ce qu'on appelait « recommander » (commendare), « enchanter » (obcantare), « clouer » (defigere), ou « lier » (ligare, obligare) quelqu'un. On attribua à des pratiques de cette nature la mort de Germanicus et la démence de Caracalla. En général, le vulgaire expliquait par des « maléfices » toutes les perturbations du corps et de l'âme dont la soudaineté ou l'étrangeté lui paraissait anormale, et les plus fermes esprits n'osaient pas nier formellement la redoutable vertu des incantations magiques. La longue série des lois édictées à Rome contre les auteurs de maléfices, depuis le temps des XII Tables jusqu'au Bas-Empire, montre assez que le législateur partageait sur ce point la croyance commune.
Ainsi mise au service des haines et rancunes individuelles, la devotio s'éloigne de son type primordial et tend à se confondre avec une foule de recettes analogues. À la suivre dans ces aberrations et ces métamorphoses, on irait jusqu'à la « dévotion » opérée sans cérémonies, sans formule et même inconsciemment, par les individus doués du mauvais œil (fascinatio). Cependant, elle garde toujours son caractère spécifique, qui la distingue à la fois du vœu et du sacrifice, à savoir que l'objet dévoué est désigné, voué à la destruction, mais non détruit par l'auteur de la conjuration. On voit même reparaître de temps à autre son véritable nom ; devotio devient synonyme de maléfice en général, et sa signification élargie comprend toutes les entreprises tentées par voie d'opérations magiques contre la vie d'autrui.

### Ladevotioutilisée comme substitut au sacrifice
La devotio conserve mieux sa physionomie originelle et se disperse moins en expériences aventureuses quand elle est employée par l'État. Cependant, là encore, elle se déguise parfois sous des vocables qui ont pris une valeur propre et constituent des variétés pour ainsi dire autonomes.

#### Laconsecratio capitis
C'est ainsi que la « consécration de la tête » (consecratio capitis) ou excommunication, pénalité infligée par le droit pontifical aux auteurs de péchés irrémissibles, était une « dévotion » véritable, mais constituée à l'état d'espèce distincte. Les individus frappés de la consecratio capitis étaient voués aux dieux infernaux par une cérémonie solennelle, accomplie par un magistrat avec l'assistance d'un pontife, en présence du peuple assemblé. Les rites usités en pareil cas ressemblaient de tout point à ceux qui ont permis aux Décius d'accomplir leur « dévouement » volontaire. Un autel portatif (foculus) était installé sur la tribune du Forum, et le magistrat officiant, la tête voilée, récitait avec accompagnement de flûte des paroles solennelles. Il est probable qu'à l'origine la consécration de la tête n'était que la préface de l'expiation suprême ou « supplice » (supplicium), et que la société immolait elle-même le coupable ainsi « consacré » (homo sacer) c'est-à-dire retranché du monde profane et devenu propriété des dieux ; mais, à l'époque historique, ce n'est plus qu'une malédiction dont le hasard seul doit procurer l'accomplissement. La victime n'est plus réellement « consacrée » elle est promise ou plutôt désignée aux dieux qui sont invités à s'en saisir, et, si la loi permet à tous, elle n'enjoint à personne de consommer le sacrifice. Le terme de consecratio devient impropre; il eût fallu le remplacer par celui de devotio.
Ainsi modifiée, la consécration de la tête servit de sanction aux préceptes les plus essentiels de la morale, insuffisamment protégée par la loi civile :
- le fils qui portait la main sur son père était consacré ou dévoué aux mânes de ses ancêtres ;
- le mari qui vendait sa femme, aux « dieux souterrains » ;
- le patron ou le client qui méconnaissait ses engagements, à Dis Pater ;
- le propriétaire qui reculait frauduleusement les bornes de son champ, « lui et ses bœufs », à Jupiter Terminus.

Le droit public s'empara également de ce moyen d'obliger les consciences, en y ajoutant une mesure plus efficace encore, la consécration des biens, consecratio bonorum. C'est ainsi que furent recommandées au respect les lois constitutionnelles dites « sacrées » (leges sacratae). Était menacé de la consécration à Jupiter quiconque chercherait à rétablir la royauté (lex Valeria, 509 av. J.-C.), ou violerait en la personne des tribun de la plèbe et de leurs auxiliaires les privilèges de la plèbe (plebiscit. Icilium, 492 av. J.-C. ; Icilium, 456 av. J.-C. ; lex Valeria, Horatia, 449 av. J.-C.). La consécration prévue par le droit privé ne comportait sans doute pas d'acte solennel ; elle était prononcée une fois pour toutes par les règlements pontificaux connus sous le nom de « lois royales » et atteignait les coupables ipso facto. Celle que combinait le droit public devait être appliquée par les pontifes, sur la simple constatation du fait ; mais elle pouvait aussi être considérée comme encourue ipso facto et être régularisée après coup, alors que l'indignation d'un citoyen avait fait justice d'un ennemi de l'État. Cette impunité assurée aux exécuteurs trop pressés par la loi Valeria, et le serment fait par les plébéiens de ne pas laisser impunément violer leur charte, assurèrent le respect des lois sacrées. Les tribuns de la plèbe firent, le cas échéant, des exemples salutaires, en précipitant du haut de la roche Tarpéienne les coupables « dévoués » par les lois sacrées. Pénalité excessive ou insuffisante, hasardeuse dans tous les cas et de plus irrémissible, la consécration de la tête fut remplacée dans la pratique par l'« interdiction de l'eau et du feu » (exsilium), à laquelle les jurisconsultes de l'Empire associèrent, puis substituèrent définitivement la deportatio.

#### Lever sacrum
Alors que la « dévotion » inscrite dans les lois ou dans les formules de serment à l'état de pénalité juridiquement définie est conditionnelle (elle aurait pu, la condition ne se réalisant pas, n'être jamais appliquée), il existe également des dévotions formulées en présence non d'une hypothèse, mais d'une réalité.
On retrouve le type agrandi de la « consécration de la tête » dans le rituel connu sous le nom de « printemps sacré » (ver sacrum), à la mode italique, cérémonie expiatoire qui avait été aussi à l'origine un sacrifice réel et s'était également convertie en « dévotion ». « Dans les grandes calamités, dit l'abréviateur de Festus Grammaticus, les peuples italiotes avaient coutume de vouer aux dieux tous les êtres vivants qui naîtraient chez eux au printemps suivant. Mais, comme il leur paraissait cruel de mettre à mort de petits innocents, garçons et filles, ils les élevaient jusqu'à l'âge adulte, puis leur couvraient la tête d'un voile et les chassaient ainsi hors de leur territoire. » La devotio avait été ainsi substituée, dès l'âge préhistorique, à la consécration proprement dite, laquelle, pour les êtres vivants, est synonyme de sacrifice. Il ne restait plus à sacrifier que les animaux. Les dieux avaient assez montré qu'ils agréaient cet arrangement : ils avaient protégé les enfants qu'on leur abandonnait. On racontait qu'un essaim d'Aborigènes était ainsi venu de Reate dans le Latium ; que trois tribus sabelliques, les Samnites, les Picentins et les Hirpins, avaient émigré de la Sabine sous la conduite d'animaux symboliques envoyés par le dieu Mars ; enfin, que les Mamertins de Messine étaient sortis du Samnium à titre de « printemps sacré ». Il y eut encore un ver sacrum ordonné par les livres sibyllins en -217, quelques jours après la bataille de Trasimène, et autorisé par une loi spéciale, mais réduit par les Pontifes au sacrifice des animaux d'espèce bovine, ovine (y compris les chèvres) et porcine. Le vœu formulé en -217 ne fut accompli que vingt et un ans plus tard (-195), et il le fut mal au gré du grand-pontife P. Licinius Crassus. Les rédacteurs de la loi de -217 avaient sans doute oublié de marquer les limites du « printemps sacré ». Il fallut recommencer le sacrifice en -194, en y comprenant « tout ce qui était né cette année-là entre les calendes de mars et la veille des calendes de mai » (du 1er mars au 30 avril). Le printemps sacré ainsi entendu n'a plus rien de commun avec la devotio ; c'est une institution qui se survit, se défigure et va disparaître.

#### Autres exemples
On a vu la devotio se substituer au sacrifice pour les individus frappés de la « consécration de la tête », et pour ceux qui étaient compris dans le « printemps sacré ». Elle fut employée aussi, à titre d'expédient suspect et quelque peu hypocrite, pour concilier des usages analogues avec les exigences d'une civilisation qui voulait garder le bénéfice des expiations homicides sans en assumer la pleine et entière responsabilité. Les individus dont la tête était consacrée devaient expier leurs propres fautes ; ceux qu'enveloppait la prescription du printemps sacré payaient pour les fautes ou les malheurs de la société que leur sang devait purifier. Ainsi, la devotio a souvent fourni le moyen de concilier les rites antiques avec les scrupules d'une époque plus récente. Si on ne laissait pas complètement aux dieux le soin de prendre possession de ce qui leur était offert, on prétendait ne les y aider que dans une certaine mesure, qui leur laissait encore, à la rigueur, le droit de s'abstenir. Un individu précipité du haut d'un rocher pouvait, par la grâce des dieux, échapper à la mort : en tous cas, on ne versait pas son sang, et, au point de vue liturgique, il n'y avait pas sacrifice.
Ce raisonnement équivoque fut utilisé à Rome, où la devotio s'insinue dans des actes qui en paraissent, à première vue, assez différents. Le droit pontifical considérant comme inviolable la personne des ministres du culte public et déclarant, d'autre part, irrémissible le péché d'une Vestale infidèle à son vœu de chasteté, les Pontifes avaient imaginé un compromis : le Grand-Pontife prononçait sur la Vestale coupable des « formules secrètes », puis la faisait descendre, la tête voilée, dans un caveau souterrain et l'y laissait avec une lampe allumée et des provisions, « du pain, de l'eau, du lait, de l'huile, comme pour ne pas encourir le reproche de détruire par l'inanition un corps consacré par les plus grandes cérémonies ». Le but visé était ainsi atteint : l'infortunée n'était pas mise à mort, mais seulement « dévouée » ; les dieux pouvaient, si bon leur semblait, faire des miracles pour la sauver, comme ils avaient eu pitié jadis de Rhea Sylvia, la première Vestale incestueuse, précipitée dans les eaux du Tibre ou de l'Anio. Il est probable que les deux couples, l'un grec, l'autre gaulois, ensevelis vivants au Forum Boarium, en -216, sur l'ordre des livres sibyllins, furent dévoués de la même façon (cette fois, par le président du collège des Décemvirs), quoique pour des motifs tout différents : sans doute, on prétendait mettre ces étrangers en possession du sol romain, pour accomplir certaines prophéties, et on priait les dieux infernaux de s'emparer de ces singuliers conquérants. L'ensevelissement substitué à l'immolation fait si bien partie des rites cauteleux de la devotio, que nous la retrouverons plus loin, employée à l'état de fiction par le droit pontifical pour régulariser les « dévouements » promis et non consommés.

### Ladevotioutilisée comme arme contre ses ennemis
Dans tous les cas envisagés jusqu'ici, l'État abandonne aux dieux infernaux des vies humaines qui sont en son pouvoir, mais qu'il ne croit pas devoir sacrifier lui-même, car la coopération des dieux est nécessaire pour démontrer que le pacte est accepté par eux : il est d'autres circonstances où l'on attend d'eux qu'ils prennent ce que la société ne peut leur livrer. C'est même dans ces cas que la devotio apparaît sans équivoque et sous son vrai nom.
Elle fut plus d'une fois employée par les magistrats romains comme une arme surnaturelle tournée contre des ennemis que l'on désespérait de vaincre autrement. Comme les Romains étaient peu habiles dans l'art des sièges, c'était ordinairement les villes assiégées que leurs généraux dévouaient de cette façon. On commençait par évoquer (evocatio) les divinités qui protégeaient les assiégés, en les invitant à se transporter à Rome, où le peuple romain saurait leur procurer une demeure et les honorer dignement. Si les entrailles des victimes annonçaient une réponse favorable, le chef de l'armée romaine prononçait la formule de devotio, rédigée par les pontifes et sans doute dictée par un membre du collège, formule dont le texte nous a été conservé par Macrobe : 
« Dis Pater, Vejovis, Mânes, de quelque nom qu'il faille vous appeler, veuillez tous remplir de fuite, de frayeur, de terreur, la ville de N*** et l'armée que j'ai conscience de nommer; ceux qui porteront les armes et lanceront des traits contre nos légions et notre armée, veuillez les faire disparaitre et priver de la lumière des cieux cette armée, ces ennemis, ces hommes et leurs villes et leurs champs et les habitants de ces lieux, régions, champs ou villes ; considérez l'armée de ces ennemis, les villes et champs de ceux que j'ai conscience de nommer, les villes, champs, personnes et générations d'iceux comme dévoués et consacrés aux conditions auxquelles les ennemis ont été déjà le plus efficacement dévoués. Je vous les donne et dévoue en mon lieu et place, pour moi, mon devoir et ma magistrature, pour le peuple romain, pour nos armées et légions, afin que nous soyons sains et saufs par votre permission, moi, mon devoir et commandement, nos légions et notre armée engagée dans cette affaire : si vous faites cela de façon que je le sache, le sente et le comprenne, alors que la personne auteur de ce vœu le rende valable aussitôt qu'elle l'aura fait, moyennant trois brebis noires. Mère Tellus et toi, Jupiter, je vous prends à témoins ». 
Le cérémonial qui accompagne le prononcé de la formule est indiqué : au mot de « vœu », l'officiant porte la main à sa poitrine ; en invoquant Tellus, il touche la terre avec ses mains, et les lève au ciel en articulant le nom de Jupiter.
Cette singulière expérience fut souvent tentée par les Romains, et toujours, paraît-il, avec succès. Macrobe cite, comme villes « dévouées » de la sorte, en Italie, Volsinies, Frégelles, Gabies, Véies, Fidènes ; en dehors de l'Italie, Carthage et Corinthe, sans compter « nombre d'armées et de places fortes en Gaule, en Espagne, chez les Africains et chez les Maures ».

## Ladevotioappliquée à soi-même
La devotio conçue comme un moyen de provoquer ou d'utiliser la perte d'autrui, avec la complicité et la coopération des puissances infernales, a un caractère odieux que pouvait dissimuler la raison d'État, mais qui assimilait les entreprises de ce genre, tentées par les particuliers, au guet-apens et à l'assassinat. Quand la personne qui y avait recours se dévouait elle-même à l'intérêt général, l'acte, identique au fond et accompli par les mêmes moyens, prenait un caractère de grandeur et de générosité qu'exprime encore aujourd'hui le mot de dévouement. Ainsi, les Romains ont mis les Décius au premier rang de leurs grands hommes.
Il est bon de faire remarquer tout d'abord que le dévouement de soi-même, ainsi pratiqué, n'est qu'un complément ajouté à la devotio dirigée contre autrui : ceux qui se dévouent pour leurs concitoyens dévouent en même temps les ennemis.
Le trait caractéristique de la devotio consiste à ce que, dans l'accomplissement du sacrifice offert, une part doit être laissée à l'intervention divine. Il faut que le sang de la victime soit versé par ceux qu'il s'agit de perdre, et que la malédiction se communique ainsi à eux ; il faut surtout que l'événement prouve la coopération, et par conséquent, l'acquiescement des dieux invoqués.

### Les exemples historiques
Parmi les exemples qu'offre l'histoire romaine, il faut classer parmi les faits légendaires le dévouement de Curtius. Ce personnage n'est qu'une entité étymologique, créée pour expliquer le nom du Lacus Curtius, bassin ou bas-fonds marécageux situé au milieu du Forum. Les auteurs, embarrassés entre deux traditions divergentes, les juxtaposent ; ils admettent l'existence de deux Curtius, un Sabin, Metius Curtius, qui, serré de près par les soldats de Romulus, traverse le lac sans y périr, et un Romain, M. Curtius, qui s'y précipite après s'être dévoué aux dieux infernaux. Dans ce système, le Romain n'est plus un contemporain des rois ; l'événement a une date précise, 362 av. J.-C. Cette année-là, un ébranlement du sol ouvre au milieu du Forum un gouffre béant, et des prophéties les livres sibyllins probablement déclarent que les Romains doivent le combler en y jetant « ce qu'ils ont de plus précieux ». C'est en vain que l'on y précipite les présents les plus riches. Ce qui avait le plus de prix à Rome, c'était les armes et le courage. Le jeune M. Curtius monte alors sur un cheval magnifique, et, après s'être solennellement dévoué, s'élance dans l'abîme, qui se referme sur lui.
Le dévouement des vieillards après la bataille de l'Allia, en 390 av. J.-C., n'est guère plus historique. Tite-Live lui-même ne se porte pas garant du fait. « Certains auteurs rapportent », dit-il, « que ces citoyens se sont dévoués pour la patrie et les Quirites Romains, prononçant une formule dictée par le grand-pontife M. Fabius ». La liste des dévouements authentiques commence à P. Décius Mus. Suivant Tite-Live, un songe avait averti les deux consuls chargés de soumettre les Latins révoltés (340 av. J.-C.) que les deux armées en présence devaient payer tribut aux dieux infernaux, et que celle-là seulement qui serait rachetée par la mort de son chef échapperait à la destruction. Les consuls conviennent entre eux que celui dont les troupes faibliront se dévouera pour le peuple romain. L'aile gauche, commandée par Décius, ayant commencé à lâcher pied, le consul appelle le pontife M. Valérius, qui règle le cérémonial de la devotio. Décius, revêtu de la toge prétexte, la tête voilée, la main au menton et les pieds sur un javelot, prononce sous la dictée du pontife la formule suivante : 
« Janus, Jupiter, père Mars, Quirinus, Lares, dieux Novensiles, dieux Indigètes, dieux qui avez pouvoir sur nous et les ennemis, et vous, dieux Mânes, je vous prie, vénère, et, demandant votre agrément, vous propose que vous octroyiez force et victoire au peuple romain des Quirites, et que vous accabliez de terreur, d'épouvante et de mort les ennemis du peuple romain des Quirites. Dans les termes que je viens d'énoncer, je dévoue avec moi aux dieux Mânes et à Tellus, pour la république des Quirites, pour l'armée, les légions et les auxiliaires du peuple romain des Quirites, les légions et auxiliaires des ennemis. » 
Ensuite Décius, « ceint à la mode de Gabies », cinctu Gabino, se précipite dans la mêlée et y périt.
Le goût du dévouement devint pour ainsi dire héréditaire dans la famille des Decii. Pendant les guerres du Samnium, en -295, le proconsul P. Décius Mus, suivant l'exemple de son père, dévoue « sa personne et les légions ennemies à Tellus et aux dieux Mânes », sous la dictée du pontife M. Livius, « avec la même formule et le même cérémonial qui avaient servi à son père sur les bords du Vésère ». Le dévouement était si bien passé en habitude dans cette héroïque lignée que, en -279, au moment où allait s'engager la bataille d'Asculum, on s'attendait à voir le troisième Décius obéir à « la destinée de sa famille ». Pyrrhus Ier, dit-on, avertit ses soldats et fit prévenir le général ennemi qu'il ne réussirait pas à se faire tuer, mais qu'on le prendrait vivant et le punirait ensuite comme un vulgaire auteur de maléfices ; à quoi les consuls auraient répondu qu'ils n'avaient pas besoin de recourir à la devotio pour vaincre. Bien que P. Décius Mus ait survécu à la bataille — s'il est vrai qu'il fut envoyé en -265 au secours des Volsiniens opprimés par leurs affranchis — la légende réforma sur ce point l'histoire. Cicéron cite les trois Décius au même titre, comme des victimes du patriotisme. Peut-être la tradition rapportait-elle que le troisième Décius s'était réellement dévoué, mais que les dieux avaient accordé aux Romains le bénéfice de son vœu sans en permettre l'accomplissement.
Ce cas, assez épineux à cause des scrupules qu'il engendrait et pour la société et pour la conscience de l'individu dévoué, avait été prévu et tranché par la jurisprudence pontificale. En principe, tout vœu devait être accompli. Celui qui l'avait formulé était comme actionné en payement de sa dette (voti reus), et la société était intéressée à ce qu'il se mit en règle ; à plus forte raison, l'État au profit duquel la devotio avait été contractée devait-il redouter la signification et les conséquences de la non-exécution d'un tel pacte. L'individu dévoué ne pouvait donc plus rentrer tel quel dans la société : sa vie, qu'il avait offerte aux dieux, ne lui appartenait plus ; au point de vue du droit sacré, il ne comptait plus parmi les vivants. D'autre part, il était impossible d'appliquer ici le droit strict. Les Pontifes auraient pu, sans doute, s'arroger le droit d'annuler le vœu par une cérémonie analogue et de sens contraire en vertu de ce principe général, légué à la jurisprudence par la théologie, que « l'on peut défaire un lien par le même procédé qui a servi à le nouer » ; mais ils s'en tinrent prudemment à des solutions moins radicales. Tite-Live, qui prétend avoir reproduit textuellement les décrets pontificaux, distingue ici deux cas, dont l'un pourrait bien être resté toujours à l'état d'hypothèse. Il enseigne « qu'il est permis au consul, dictateur et préteur, lorsqu'il dévoue les légions des ennemis, de dévouer non pas sa propre personne, mais un citoyen pris à son choix dans une légion romaine régulièrement levée. Si l'individu qui a été dévoué meurt, tout est dans l'ordre ; s'il ne meurt pas, alors il convient d'enfouir en terre une effigie de sept pieds de haut ou plus grande encore et d'immoler une hostie en expiation, et, là où cette effigie aura été enterrée, un magistrat romain n'a pas le droit de mettre le pied. Si au contraire le chef veut se dévouer lui-même, comme s'est dévoué Décius, celui qui s'est dévoué, au cas où il ne mourrait pas, ne pourra vaquer sans souillure ni à son culte privé, ni au culte public ; il a seulement la permission de vouer ses armes à Vulcain ou à tel autre dieu qu'il lui plaira, en offrant soit une hostie, soit tel autre présent qu'il voudra. Le trait sur lequel le consul se tenait debout, en prononçant l'invocation, ne doit pas tomber au pouvoir de l'ennemi ; s'il y tombe, il faut, comme réparation, offrir à Mars des suovetaurilia ». Il est permis de croire que Tite Live a, sinon mal compris, du moins tronqué ses documents ; que l'ensevelissement fictif et l'excommunication religieuse étaient de rigueur pour tous les cas, et que les pontifes ajoutaient simplement, pour les magistrats, l'interdiction de garder leur rôle actif dans les cérémonies du culte public.

### L'évolution de la notion dedevotiosous l'Empire
Bien que les Pontifes, en permettant la substitution du soldat au chef, eussent mis le « dévouement » à la portée de tous les généraux, la devotio personnelle disparaît de la stratégie romaine après les Décius. Elle reparaît, inattendue et avilie, dans l'entourage des empereurs. Les courtisans des Césars trouvèrent moyen de combiner, en les profanant tous deux, le dévouement patriotique dont il a été question jusqu'ici et le dévouement affectueux dont usaient l'amour et l'amitié. On rapporte que, chez les Celtibères, les guerriers se « vouaient » souvent à un chef, dont ils partageaient la bonne et la mauvaise fortune et auquel ils ne devaient pas survivre. Sex. Pacuvius Taurus se voua de cette façon en plein Sénat au nouvel « Auguste » : son effronterie lui réussit, et il reçut beaucoup d'argent pour avoir enseigné aux Romains l'art de s'avilir. D'autres furent moins heureux. C'était une croyance générale dans l'Antiquité que, comme toutes les divinités, celles de la mort (Parques) consentaient à des substitutions et qu'une vie pouvait être sauvée, à l'échéance fatale, par l'offrande d'une vie équivalente. On a là, sous sa forme la plus simple, la foi qui a engendré la pratique du sacrifice et, pour ainsi dire, le culte tout entier. Volontaire, l'offrande n'en avait que plus de chance d'être acceptée. Tout le monde connaissait la touchante légende d'Alceste mourant à la place de son époux Admète, cette glorification de l'amour conjugal. L'astrologie elle-même, qui avait comme immobilisé le Destin, n'avait pas osé fermer cette issue ouverte à l'espérance et au hasard. Des courtisans s'en souvinrent un jour que Caligula était dangereusement malade : P. Afranius Potitus s'engagea par serment à se tuer, et le chevalier Atinius Secundus à combattre comme gladiateur, si Caius revenait à la santé. Ils espéraient être largement récompensés pour leur bonne intention, mais Caligula ne l'entendait pas ainsi il fit combattre le gladiateur et précipiter l'autre, accoutré en victime expiatoire, du haut de l’agger.
Le régime impérial une fois affermi, il est entendu que tous les Romains sont prêts à donner leur vie pour le prince. « Aujourd'hui encore, écrit Dion Cassius, en proclamant le chef du pouvoir, nous avons coutume de dire : nous te sommes dévoués. » Le mot devotio, qui n'a plus dans la langue courante que le sens de « dévouement », est employé couramment dans le jargon bureaucratique du Bas-Empire pour qualifier le patriotisme sur la forme de dévouement au prince, particulièrement la fidélité des soldats et, pour Ies contribuables, l'exactitude dans le payement de l'impôt (devotio publica, rei annonariae devotio, generalis devotio). Il figure même parmi les titres métaphoriques décernés aux fonctionnaires.
Que l'on substitue à César le Dieu chrétien et la devotio devient la piété, la foi prête à tous les sacrifices, puis, par un glissement continu de l'expression — qui s'est dédoublée en français pour assurer un asile à l'idée de « dévouement » — la « dévotion » au sens actuel du mot, c'est-à-dire une préoccupation constante du salut, affirmée par une pratique minutieuse du culte.